# Bystra (dopływ Białej Liptowskiej)
Bystra (słow. Bystrá, Bystrý potok) – potok płynący Doliną Bystrą w słowackich Tatrach Zachodnich. Wypływa na wysokości 1837 m n.p.m. z Niżniego Stawu Bystrego, staw ten jednak często wysycha, wówczas źródła potoku znajdują się niżej (ok. 1795 m). Na wysokości 837 m uchodzi do Białej Liptowskiej w miejscowości Przybylina, obok przystanku autobusowego Pribylina Hrdovo i leśniczówki Hrdovo.
Potok ma duży spadek (średnio 20%) – wędrówce przez Dolinę Bystrą, która cały czas prowadzi wzdłuż jego koryta, towarzyszy huk potoku, który w górnej części tworzy liczne kaskady. W części dolnej Bystra przewala się przez zwały morenowe. Szlak turystyczny kilka razy przekracza potok, miejscami ścieżka zalewana jest przez strumyki zasilające potok.

## Szlaki turystyczne
– żółty szlak od Tatrzańskiej Drogi Młodości (nr 537) w miejscowości Pribylina Hrdovo przez Dolinę Bystrą na szczyt Bystrej. Czas przejścia: 4 h, ↓ 3 h